# 八尾市立病院
八尾市立病院（やおしりつびょういん）は大阪府八尾市にある公立病院。

## 概要・特徴
1950年に八尾市南太子堂に市立八尾市民病院として開院。以後、地域の中核病院として機能し、1953年八尾市立病院に改称。度重なる増築と建物の老朽化のため2004年5月同市龍華町に新築移転。
2009年4月1日に地方公営企業法全部適用となり、病院事業管理者、総長を設置。
地域医療機関との機能分担をし、電子カルテシステムを導入している。
紙カルテからいきなり電子カルテを導入したり、全国の病院で初めてPFI方式での管理・運営方式を導入するなど画期的な試みを行っている病院である。
地域周産期母子医療センター指定病院。国指定地域がん診療連携拠点病院。公益財団法人日本医療機能評価機構認定病院(病院評価結果は3rdG:Ver.2.0(4回目,2019年12月6日認定,2024年8月22日認定有効期限))。

## 基本方針
1. 患者さんへのサービスに徹し、市民に信頼され親しまれる病院
2. 地域の中核病院としての急性期医療・救急医療の充実
3. 医療水準・医療ニーズの変化に対応し得る病院
4. 地域の医療機関との機能分担・連携強化による圏域内での医療の確立
5. 高齢社会に対応した保健・医療・福祉サービス支援体制の推進
6. 健全経営の確保

## 病床数
- 一般病床380床を備える。
  - うち、特別室(7床),個室(81床),4床室(264床),ICU(6床),NICU(6床),2床室(14床),無菌病室(2床)

## 診療科（院内標榜科）
- 内科
- 消化器内科
- 循環器科
- 外科
- 乳腺外科
- 脳神経外科
- 整形外科
- 産婦人科
- 小児科
- 新生児科
- 眼科
- 皮膚科
- 耳鼻咽喉科
- 歯科口腔外科
- 泌尿器科
- 放射線科
- リハビリテーション科
- 麻酔科
- 病理科
- 救急総合診療科
- 健診

## 医療機関の認定
(この節の出典)
- 保険医療機関
- 労災保険指定病院
- 生活保護法指定病院（中国残留邦人等の円滑な帰国の促進並びに永住帰国した中国残留邦人等及び特定配偶者の自立の支援に関する法律（平成六年法律第三十号）に基づく指定医療機関を含む。）
- 結核指定病院
- 公害医療機関
- 原子爆弾被害者一般疾病医療取扱病院
- 母体保護法指定医の配置されている医療機関
- 地域周産期母子医療センター
- 指定小児慢性特定疾病医療機関
- 診療科名中に産婦人科、産科又は婦人科を有する病院にあっては、公益財団法人日本医療機能評価機構が定める産科医療補償制度標準補償約款と同一の産科医療補償約款に基づく補償の有無
- 臨床研修病院
- 指定自立支援病院（更生医療）
- 指定自立支援病院（育成医療）
- がん診療連携拠点病院等
- 特定疾患治療研究事業委託医療機関
- DPC対象病院
- 身体障害者福祉法指定医の配置されている医療機関
- 地域歯科診療支援病院
- 地域医療支援病院

## 表彰
- 平成30年度自治体立優良病院表彰（総務大臣表彰）受賞[5]。
- 平成29年度全国公立病院連盟会員病院表彰受賞[6]。
- 平成29年度自治体立優良病院表彰受賞[7]。

## 交通アクセス
- JR西日本大和路線・おおさか東線 久宝寺駅から徒歩約3分
- アリオ八尾・八尾駅筋（近鉄大阪線 近鉄八尾駅最寄りバス停）から、近鉄バス（07番・JR久宝寺駅ゆき）で、八尾市立病院前 バス停下車すぐ

〔アリオ八尾－八尾駅筋－八尾市役所前－光南町－JR八尾駅前－八尾市立病院前－JR久宝寺駅〕
- Osaka Metro 谷町線出戸駅から、大阪バス（JR久宝寺駅ゆき）で、八尾市立病院前バス停下車すぐ（休止中）

〔地下鉄出戸駅－竹渕コミセン前－八尾市立病院前－JR久宝寺駅〕